# R.e.m.IX

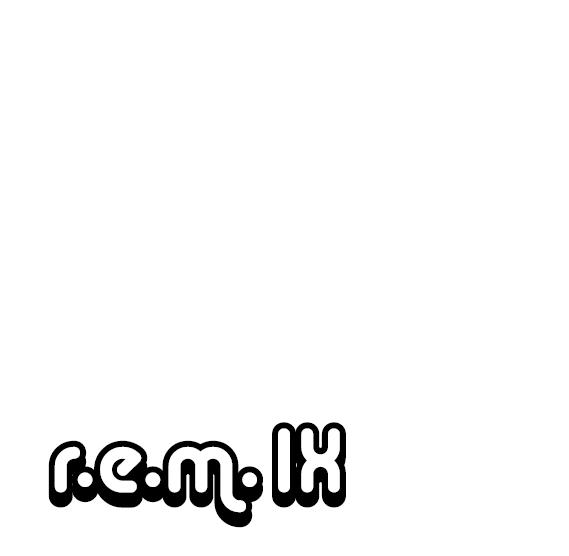

r.e.m.IX és un àlbum de remescles de cançons de l'àlbum Reveal, de la banda R.E.M., que es va publicar l'any 2002. L'àlbum no es va publicar mai comercialment però es va penjar al lloc web oficial de la banda com a descàrrega gratuïta. Aquest fou el segon disc promocional de R.E.M. via descàrrega (després de Not Bad for No Tour).
Per a la realització d'aquest àlbum van donar còpies de Reveal a diversos remescladors coneguts perquè experimentessin amb les seves cançons i la banda va seleccionar-ne les que van trobar més interessants i les van compilar en aquest treball. Tot i que l'àlbum d'estudi Reveal constava de dotze temes, van seleccionar deu remescles de només sis cançons, per exemple de «The Lifting» van afegir dues versions i de «I've Been High» van seleccionar-ne quatre.
El treball no va ser gaire ben rebut per part de la crítica malgrat destacar el precedent que introduïa el fet de publicar música gratuïta, però es va considerar avorrit i la selecció aparentment aleatòria de remescles.

## Llista de cançons
| Núm.          | Títol                                                   | Durada |
| ------------- | ------------------------------------------------------- | ------ |
| 1.            | «The Lifting» (Now It's Overhead mix per Andy Lemaster) | 4:41   |
| 2.            | «The Lifting» (Knobody/Dahoud Darien per 12 Nations)    | 5:07   |
| 3.            | «I'll Take the Rain» (Jamie Candiloro)                  | 6:11   |
| 4.            | «She Just Wants to Be» (Jamie Candiloro)                | 5:03   |
| 5.            | «I've Been High» (Matthew "Intended" Herbert)           | 5:19   |
| 6.            | «I've Been High» (Knobody/Dahoud Darien per 12 Nations) | 4:01   |
| 7.            | «I've Been High» (Chef)                                 | 4:56   |
| 8.            | «I've Been High» (Her Space Holiday/Marc Bianchi)       | 5:01   |
| 9.            | «Beachball» (Chef)                                      | 6:16   |
| 10.           | «Summer Turns to High» (Her Space Holiday/Marc Bianchi) | 4:25   |
| Durada total: | Durada total:                                           | 51:00  |